# Anolis eulaemus
Espèce
Synonymes
- Dactyloa eulaemus (Boulenger, 1908)
- Anolis jericoensis Ayala, 1986

Statut de conservation UICN

 LC  : Préoccupation mineure
Anolis eulaemus est une espèce de sauriens de la famille des Dactyloidae

## Répartition
Cette espèce se rencontre dans le sud-ouest de la Colombie et dans le nord-ouest de l'Équateur. Elle se rencontre de 1 300 à 2 400 m d'altitude du département de Risaralda à la province d'Esmeraldas.

## Publication originale
- Boulenger, 1908 : Descriptions of new batrachians and reptiles discovered by Mr. M. G. Palmer in South-western Colombia. Annals and Magazine of Natural History, ser. 8, vol. 2, no 12, p. 515-522 (texte intégral).